# Монца
Мо́нца (итал. Monza, ломб. Monscia, лат. Modicia, Modoetia, ист. нем. Montsch) — город в Италии, ныне пригород Милана, на реке Ламбро.
Монца один из пяти крупнейших городов Ломбардии, административный центр провинции Монца-э-Брианца.

## История Монцы
Древняя Модиция (Modizia) оставалась глухой деревней до VI века, когда лангобардская королева Теоделинда выстроила здесь дворец и основала монастырь. В Средние века Монца время от времени добивалась самостоятельности от Милана. В Монце, в 1396 году, произошло крупное землетрясение, с магнитудой приблизительно 5 баллов.
Во время Итальянских войн город выдержал несколько осад и был разорён войсками Карла V. В 1900 году в Монце погиб король Умберто I; это событие увековечено «искупительной часовней» (1910).
Покровителями коммуны почитаются Иоанн Креститель, празднование 24 июня, и San Gerardo dei Tintori, празднование 6 июня.
В 1951 году архитектор Гуальтиеро Гальманини, обладатель золотой медали итальянской архитектуры, в качестве градостроителя разработал Генеральный план Монцы, придав форму современному городу.

## Архитектурные памятники
- Базилика кафедрального собора (Дуомо[3]) заложена в 595 году королевой Теодолиндой. Постройка нынешнего здания церкви, инициированная домом Висконти, была начата в 1300 году и закончена в 1741 году. В ней выделяются кампанила, постройки 1592—1606 годов и бело-зелёный мраморный фасад работы Маттео да Кампионе (1390—1396 годов постройки). В музее собора[4] хранятся реликвии времён Теодолинды и других средневековых правителей, а также железная корона Италии, которой в 1805 году в Милане был коронован Наполеон Бонапарт.
- Многочисленные средневековые храмы и капеллы в стиле ломбардской кирпичной готики, как, например, церковь Санта Мария ин Страда с живописным терракотовым фасадом (1393).
- Королевская вилла — выстроена в стиле раннего классицизма в 1777—80 гг. по проекту Джузеппе Пьермарини для австрийского эрцгерцога Фердинанда, который носил титул герцога Миланского. Став вице-королём Италии, во дворце поселился Евгений Богарне. С тех пор Эрцгерцогская вилла стала именоваться Королевской. Сейчас во дворце проходят художественные выставки.
- Ратуша (Arengario) — характерный памятник XIII века, с башней, возведённой веком позже.

## Культура
Капитулярная библиотека знаменита собранием средневековых рукописей и раннепечатных книг. Среди 176 рукописей, датированных до 1500 года, письмо папы Григория к Теоделинде (603), экземпляр Библии Алкуина из Тура (середины IX в.), того же времени рукописи Беренгара Турского, литургические певческие книги (см. Corpus antiphonalium officii), в том числе антифонарий, украшенный роскошным византийским диптихом, и др.

## Спорт
- Автодром Монца — легендарный автомототрек, долгое время считался самым быстрым в мире; место проведения Гран-при Италии Формулы-1.
- ФК Монца — футбольный клуб, выступающий в Серии A.

## Факты
- В 2004 году город стал первым в Италии, где жителям законодательно запретили держать рыб в круглых аквариумах. Это объясняется тем, что такие аквариумы искажают действительность, от чего рыбы могут страдать. Корме того, такие резервуары, в отличие от прямоугольных, обычно не имеют фильтра, и вода не насыщается кислородом[5].

## Известные уроженцы
- Джузеппе Лонги (1766—1831) — итальянский гравёр и писатель.